# Andrea Ripa
Mons. Andrea Ripa (* 5. ledna 1972 Rimini) je italský římskokatolický duchovní, biskup a sekretář Nejvyššího tribunálu apoštolské signatury.

## Život
Narodil se 5. ledna 1972 v Rimini.
Po střední škole nastoupil na studium klasické literatury Univerzity Urbino. V březnu 1998 se rozhodl vstoupit do kněžského semináře Emilio Biancheri v rodném městě a poté pokračoval do Papežského regionálního semináře Benedikta XV. v Bologni. Dne 24. září 2003 byl vysvěcen na jáhna a 25. září následujícího roku biskupem Marianem De Nicolò na kněze. Inkardinován byl do diecéze Rimini.
Po vysvěcení odešel do Říma, kde se věnoval studiu kanonického práva na Papežské lateránské univerzitě. Účastnil se též přednášek Papežského institutu křesťanské archeologie. Po návratu roku 2006 se stal knězem farnosti svatého Martina v Riccione a později svatého Ondřeje v Rimini.
V červenci 2013 se stal advokátem Tribunálu Římské roty a profesorem kanonického práva v Luganu a na Papežské lateránské univerzitě. Dne 13. září 2017 jej papež František jmenoval podsekretářem Kongregace pro klérus. Dne 1. března 2018 mu byl udělen titul Kaplan Jeho Svatosti a 10. dubna se stal rektorem kostela San Giovanni Battista dei Cavalieri di Rodi.
Dne 19. listopadu 2021 byl jmenován kaplanem Suverénního řádu Maltézských rytířů.
Dne 26. ledna 2022 jej papež jmenoval sekretářem Nejvyššího tribunálu apoštolské signatury a titulárním biskupem z Cerveteri. Biskupské svěcení přijal 26. února z rukou kardinála Pietra Parolina a spolusvětiteli byli arcibiskup Lazar Ju Hung-sik a biskup Francesco Lambiasi. Dne 6. července se stal předsedou Domus Vaticanae.